# Solinger Tageblatt

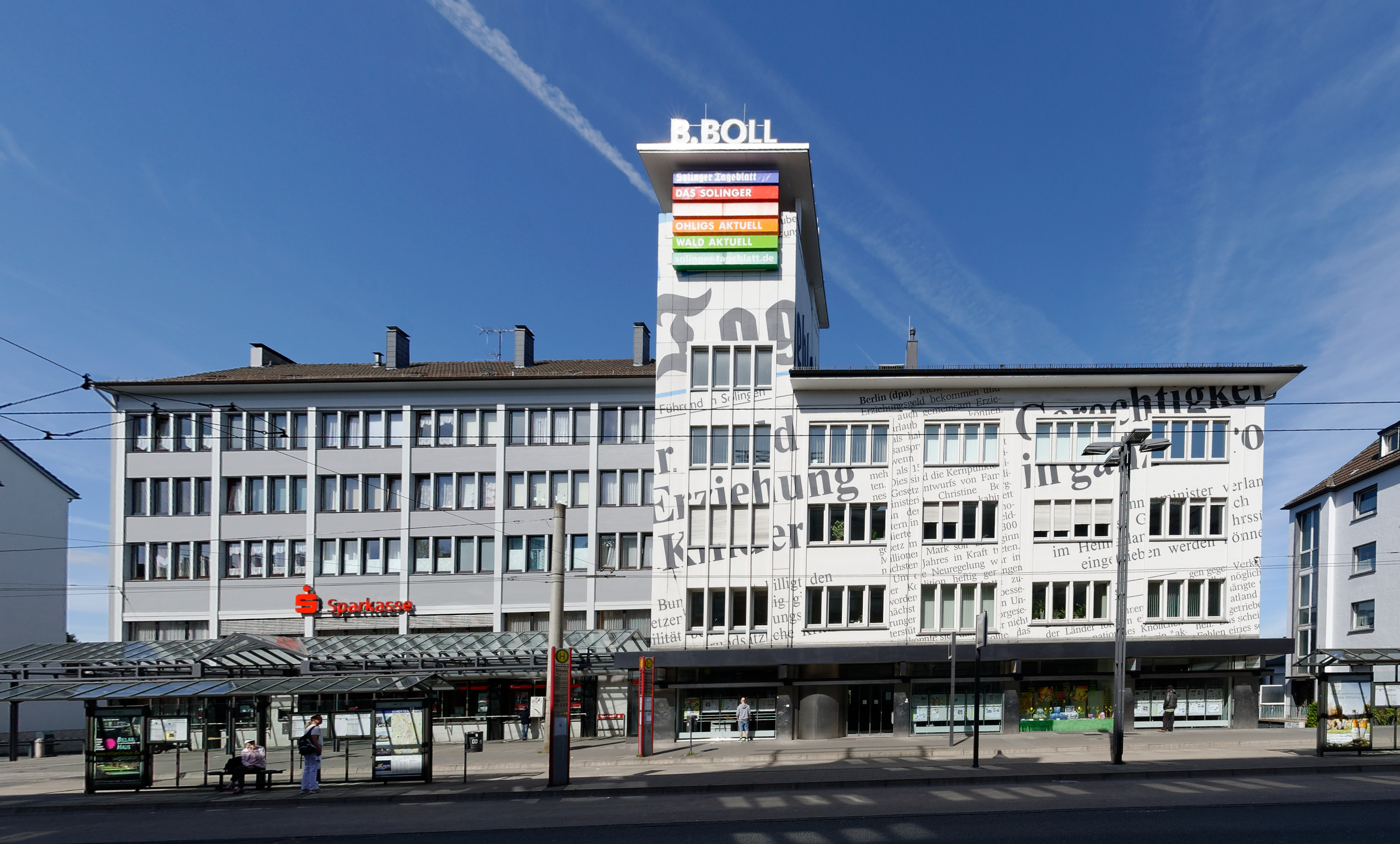
Verlag B. Boll, Solinger Tageblatt

Das Solinger Tageblatt (kurz ST) ist die älteste Solinger Tageszeitung und eine der ältesten Deutschlands. Sie erscheint im Verlag Bernhard Boll und hat mit einer verkauften Auflage von 14.053 Exemplaren, einem Minus von 52,8 Prozent seit 1998, die größte Auflage aller in Solingen erscheinenden Zeitungen.
Das ST war lange Zeit eine der letzten Nachmittagszeitungen in Deutschland, bevor auch sie auf Morgenauslieferung umgestellt wurde.

## Geschichte
Am 1. Juli 1809 erschien der Verkündiger, „eine Wochenschrift zur Unterhaltung und Belehrung“ einmal wöchentlich mit einer Erstauflage von 45 Stück. Herausgeber und zugleich Chefredakteur war der Buchdrucker Carl Siebel. 1822 wurde das Blatt in Solinger Wochenblatt umbenannt und 1825 betrug dessen Auflage schon rund 250 Exemplare. Seit dem Jahre 1834 nannte sich das Blatt Solinger Kreis-Intelligenzblatt und hieß so bis 1912.
Carl Siebel übertrug 1855 das Unternehmen seinem Schwiegersohn N. D. Hoffmann, und von diesem ging es 1867 auf B. Boll über, dessen Familie es noch heute besitzt. Mit dem 1. Oktober 1888 wurde das Blatt zur Tageszeitung.
Am 1. Oktober 1912 erfolgte eine neuerliche Umbenennung in Solinger Tageblatt. Der Verlag blieb der gleiche. Die Spaltenzahl wurde von 5 auf 3 reduziert (heute sind es 6), der Maschinensatz eingeführt. Doch Bilder waren immer noch nicht möglich in der Kürze der Zeit, die die Herstellung einer Tageszeitung erfordert.
Am Ende des Zweiten Weltkrieges musste das Solinger Tageblatt, wie alle deutschen Zeitungen, sein Erscheinen zunächst einstellen, doch von Dezember 1949 an durfte es wieder erscheinen. Da das Verlags- und Druckgebäude dem Krieg zum Opfer gefallen war, ging der Verleger eine Redaktionsgemeinschaft mit dem damaligen General-Anzeiger der Stadt Wuppertal und dem Remscheider General-Anzeiger ein, die Arbeitsgemeinschaft Bergischer Zeitungen. Die Redaktion in Solingen ist daher keine Vollredaktion, sondern produziert lediglich den Lokalteil. Der Mantel wird von der Hauptredaktion der Westdeutschen Zeitung aus Wuppertal bezogen.
Zum Ende des Jahres 2011 erwarb der Verlag des Solinger Tageblatts alle Titel- und Verlagsrechte des Remscheider General-Anzeigers mit seinen Kopfausgaben Wermelskirchener General-Anzeiger, Hückeswagener Stadtanzeiger und Radevormwalder Zeitung von der J. F. Ziegler KG Druckerei und Verlag.

## Aktivitäten
Seit 2006 betreibt der Verlag des Solinger Tageblatts gemeinsam mit weiteren Zeitungsverlagen das regionale Online-Anzeigenportal kalaydo.de.
2007 führte das Solinger Tageblatt zusammen mit der WZ und dem RGA ein neues Layout ein. Seit dem 1. Januar 2009 sind alle Seiten im Solinger Tageblatt vollfarbig.
Chefredakteur und Verlagsleiter in Personalunion ist Stefan M. Kob.

## Auflage
Das Solinger Tageblatt hat in den vergangenen Jahren erheblich an Auflage eingebüßt. Die verkaufte Auflage ist in den vergangenen 10 Jahren um durchschnittlich 4,3 % pro Jahr gesunken. Im vergangenen Jahr hat sie um 6,6 % abgenommen. Sie beträgt gegenwärtig 14.053 Exemplare. Der Anteil der Abonnements an der verkauften Auflage liegt bei 84,9 Prozent.
| 1998  | 1999  | 2000  | 2001  | 2002  | 2003  | 2004  | 2005  | 2006  | 2007  | 2008  | 2009  | 2010  | 2011  | 2012  | 2013  | 2014  | 2015  | 2016  | 2017  | 2018  | 2019  | 2020  | 2021  | 2022  | 2023  | 2024  |
| ----- | ----- | ----- | ----- | ----- | ----- | ----- | ----- | ----- | ----- | ----- | ----- | ----- | ----- | ----- | ----- | ----- | ----- | ----- | ----- | ----- | ----- | ----- | ----- | ----- | ----- | ----- |
| 29778 | 29670 | 29393 | 29219 | 28817 | 28241 | 27459 | 26932 | 26477 | 26173 | 25781 | 25135 | 24829 | 24196 | 23416 | 22615 | 21709 | 21247 | 20338 | 19495 | 18748 | 17878 | 17407 | 16799 | 15866 | 15041 | 14053 |